# Thạch Tác Thục
Thạch Tác Thục (tiếng Trung: 石作蜀; bính âm: Shizuo Shu), hay Thạch Tử Thục (石子蜀), tự Tử Minh (子明), tôn xưng Thạch Tử (石子), sau sửa lại làm Thạch Tác Tử (石作子), người nước Tần thời Xuân thu, là một trong thất thập nhị hiền của Nho giáo.

## Cuộc đời
Thạch Tác Thục người nước Tần, từ nhỏ ngưỡng mộ Khổng Tử. Sau khi thành niên, Thạch Tác Thục không quản đường sá xa xôi, đến nước Lỗ cầu học. Năm 72, thời Hán Minh Đế, Thạch Tác Thục được phối thờ trong Khổng miếu.